# Centauro (film)
Centauro (Centaur) è un film del 2022 diretto da Daniel Calparsoro.
È il remake spagnolo del film francese del 2017 Born Out e tratto dall'omonimo romanzo di Jérémie Guez.

## Trama
Rafa, appassionato motociclista, decide di ripagare il debito che sua moglie ha con alcuni spacciatori diventando corriere della droga mettendo a rischio la sua stessa vita e rischiando la possibilità di diventare un pilota professionista.

## Distribuzione
Il film è stato distribuito sulla piattaforma Netflix a partire dal 15 giugno 2022.